# Valea Seacă (Iași)
Valea Seacă is een Roemeense gemeente in het district Iași.
Valea Seacă telt 6122 inwoners.